# Ferrocarril de Uganda

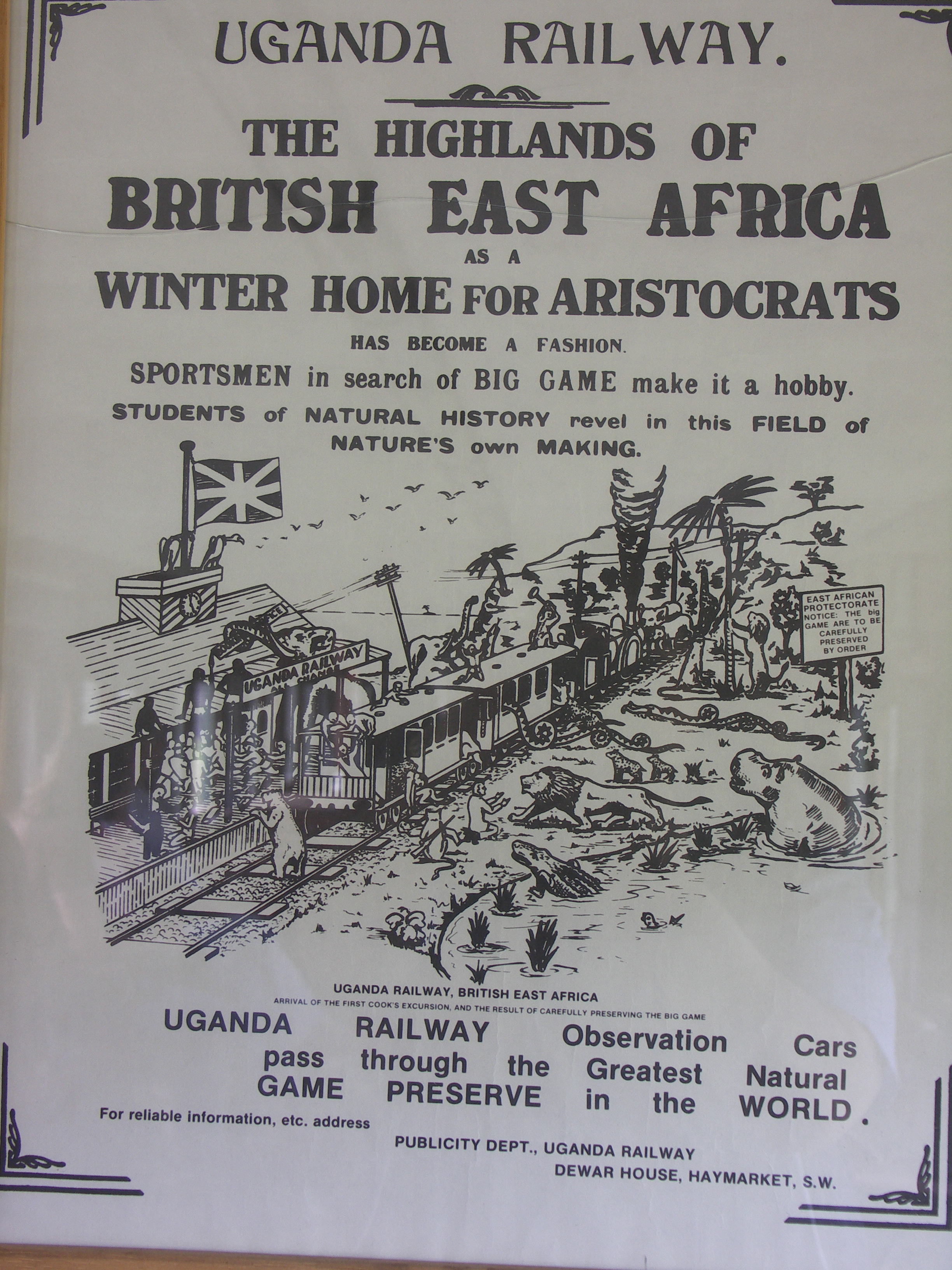
Un póster publicitario de la línea ferroviaria.

El Ferrocarril de Uganda (en inglés Uganda Railway) es una línea de ferrocarril y antigua compañía ferroviaria de la época colonial en África. También fue conocido como Lunatic Express, nombre dado por los medios de comunicación ingleses al proyecto ideado por el gobierno británico en 1895 y realizado entre 1896 y 1901, de abrir una línea férrea en el África oriental desde Mombasa hasta Port Florence. La línea atravesaría el Valle del Rift y por tanto las peligrosas llanuras dominadas por los nómadas masái que seguramente intentarían rechazar toda presencia extranjera, que era la razón por la cual las caravanas árabes y suajili intentaban evitar esa ruta, que era la más corta, y preferían dar un rodeo. El proyecto fue encargado al ingeniero George Whitehouse que con treinta años ya poseía una dilatada experiencia en el ámbito de las infraestructuras en las colonias británicas como la India o Sudáfrica.

## Intereses para su construcción
El interés británico en esta zona no era muy viejo pues nunca se mostró interesado en la parte oriental de África, pero las presiones de los empresarios por esta zona hicieron que el gobierno británico se anexionara los territorios de Kenia y Uganda. Más tarde la disputa en el parlamento discurría sobre la necesidad de la construcción del ferrocarril de Uganda, en los argumentos a favor resonaban la facilidad de transportar soldados y, sobre todo, el hecho de que contribuiría a la erradicación del comercio de esclavos, que las potencias coloniales deseaban eliminar pues se consideraban civilizadoras, el hecho obvio de que abriría nuevas comerciales y un objetivo algo más oculto como el hecho de que así mantendrían su hegemonía en Egipto y el vital canal de Suez. Esta última razón consistía en que al controlar las fuentes del Nilo controlarían todo el río pues temían que una potencia hostil pudiera construir una presa en la cabecera secando así todo Egipto, así que necesitaban controlar Uganda y ello se conseguiría construyendo el Lunatic, además así podrían transportar rápidamente tropas hasta Egipto en caso de necesidad.

## Proceso de construcción

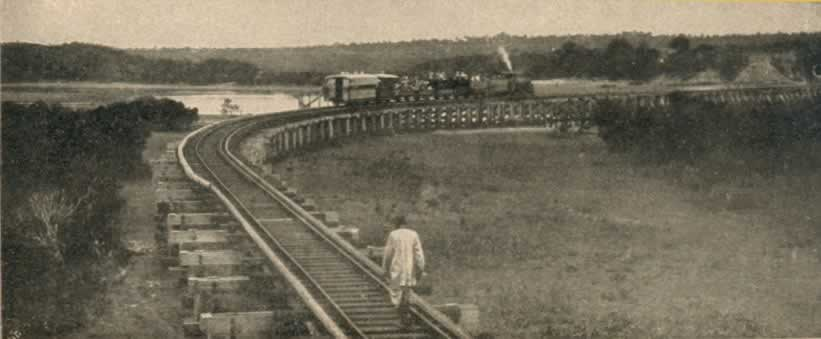
El ferrocarril cerca de Mombasa, hacia 1899.

El ferrocarril debía cruzar una tierra que era casi totalmente desconocida para los europeos que hasta los más osados exploradores habían evitado, el trazado corría paralelo a las rutas del comercio de esclavos y de las caravanas de comerciantes. Las locomotoras fueron traídas desde la India, al igual que dos mil culis (obreros indios) entre los que había picapedreros, herreros, carpinteros, agrimensores o delineantes. Los trenes viajarían a una velocidad media de 19 km/h y tardarían unos dos días en completar el trayecto. En mayo de 1896 se puso en marcha la construcción del ferrocarril que tras atravesar la cala de Macupa, un canal que separa Mombasa del continente, la ruta siguió un sendero serpenteante que ascendía suavemente por una ladera hasta las colinas de Rabai. Era una zona de densa vegetación , con gruesos baobabs y árboles espinosos que dificultaron enormemente los trabajos de deforestación. En noviembre y hasta enero del año siguiente mientras se construía un viaducto sobre el barranco de Mazeras, hubo unas lluvias que infestaron la zona de mosquitos. Para diciembre unos 500 obreros estaban enfermos en las tiendas que funcionaban como hospitales improvisados. Un mes después casi la mitad de los hombres estaban imposibilitados para el trabajo y casi un centenar de peones murieron en 1896.
Posteriormente las vías pasaron por uno de los llamados "cinturones de moscas" que va desde Samburu hasta Kibwezi. Más de tres cuartas partes de los animales de carga perecieron debido a las picaduras de la mosca tse-tse. Mientras tanto el desierto de Taru se convirtió en el principal problema de todos pues aunque no era necesario cortar maleza o modificar el terreno, las obras llegaron en el mes de junio a este terreno abrasador, que convertía las traviesas de hierro en auténticas brasas candentes que convertían las manos de los culis en carne a la parrilla, además era casi imposible avanzar hasta que no llegaba el tren con el suministro de agua. Se necesitaron tres meses para atravesar el desierto y llegar al río Tsavo, donde ocurrió el episodio de los leones devoradores de hombres que mataron a 140 hombres en sucesivas noches durante la construcción del puente sobre el río. Hasta que el coronel Patterson los mató los obreros amenazaron con sublevarse y marcharse de la obra.
Tras el cruce del Tsavo la mayoría de los problemas quedaron atrás, pero aún quedaba la necesidad de crear una base de operaciones nueva para tender las vías hasta la cumbre de la escarpadura del Kikuyu, esta base terminaría convirtiéndose en la actual ciudad de Nairobi. Tras serpentear en sentido ascendente 43 km en una escalada de 620 m y descender más de 420 en una serie de caídas hasta la planicie del valle. Los últimos 56 km se hicieron a toda prisa ya que atravesaban una zona pantanosa de escasísima higiene, a pesar de las prisas las enfermedades volvieron a causar estragos entre los obreros, además los vagones se tambaleaban como un flan debido a lo endeble del terreno. Finalmente el 20 de diciembre de 1901 el ferrocarril llegó a Port Florence a las orillas del Lago Victoria.

## Consecuencias

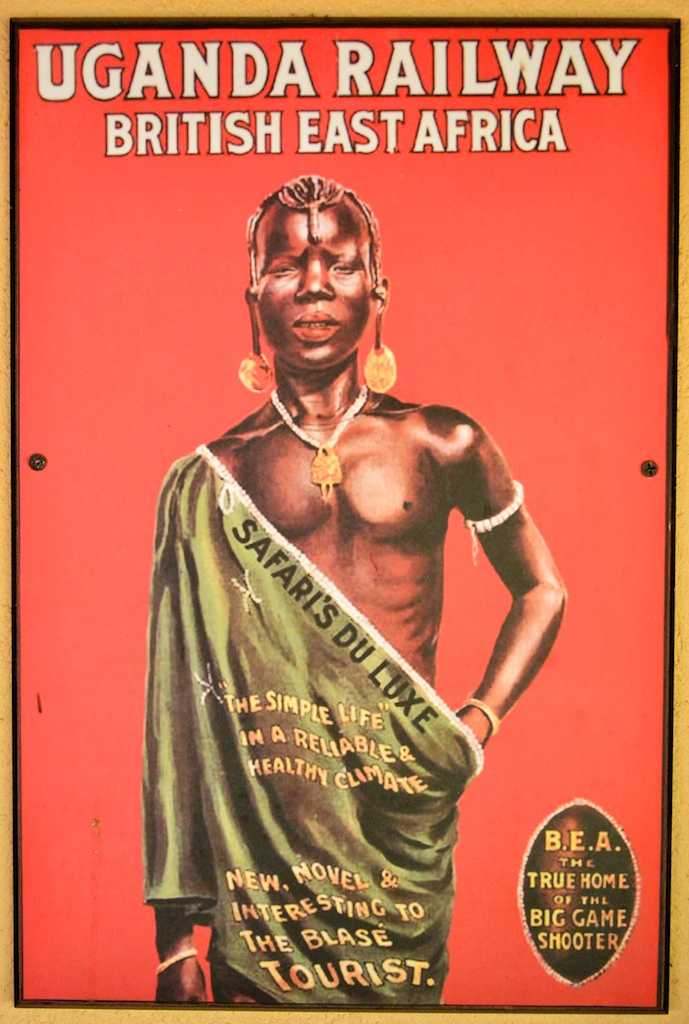
Póster publicitario de la línea ferroviaria.

Finalmente se pagaron más de cinco millones de libras por los 930 kilómetros, más del doble de la inversión proyectada inicialmente. De los 32 000 obreros indios que participaron, 2500 murieron y seis mil más quedaron incapacitados para siempre por las duras condiciones del trabajo. Los leones devoraron a 28 indios, además de unos 100 africanos y a un supervisor europeo. Los microorganismos causaron aún más desgracias: la disentería amebiana y la malaria se prodigaron. El trabajo se retrasó como consecuencia de las inundaciones y por los problemas de abastecimiento de agua, comida y material de construcción a través de desiertos y montañas de más de 2700 metros de altura. En 1899 las vías llegaron a Nairobi, la mitad del camino aproximadamente.
Los contratos permitieron a los indios establecerse en una zona a la que los periodistas calificaban de futura "Punjab africana". Pero en realidad, las autoridades coloniales les dificultaron enormemente la tarea de conseguir tierras y por ello solamente siete mil se quedaron en el país. La vía férrea abrió las tierras altas de Kenia a los blancos de Reino Unido y Sudáfrica, ya que estaban muy despobladas debido a la desaparición de la población kikuyu como consecuencia de los desastres naturales y una plaga de viruela europea. Hacia 1912, con la exportación de café y de pita cultivados con la barata mano de obra local, habían recuperado el dinero invertido en la vía férrea. Respecto a la presa de Uganda, fue finalmente construida por los propios británicos en 1954 en la que Egipto no se vio seriamente afectado.
La construcción del ferrocarril derramó también mucha sangre nativa, la de todas las tribus que reaccionaron a la intromisión en sus tierras: los Giriama, los Taita, los Kamba, los Kikuyu, los Kisii, los Nandi y los Elgeyo fueron brutalmente reprimidos por sus escaramuzas contra el poder dominante. 
En 1902, la región del protectorado de Uganda al oeste del Valle del Rift fue transferida al protectorado del África Oriental Británica, con el doble fin de situar el ferrocarril bajo una administración única y de restaurar las fronteras del reino de Buganda. Esto casi terminó por definir las fronteras de la actual Kenia.